# Нільс Болін
Нільс Бо́лін (швед. Nils Ivar Bohlin; 17 липня 1920, Гернесанд, Швеція — 26 вересня 2002, комуна Ідре, Швеція) — шведський інженер, винахідник триточкового ременя безпеки, який став стандартом в оснащенні усіх автомобілів.

## Біографічні дані
Вищу освіту (ступінь бакалавра) в галузі машинобудування здобув у вищій школі міста Гернесанд (швед. Härnösand Läroverk) у 1939 році. У 1942, почав працювати на авіабудівну компанію «Saab» на посаді авіаконструктора й долучався до розробки крісел-катапульт.
У 1956 році на автомобілях «Ford» з'явилась не бачена до того часу опція — двоточковий ремінь безпеки поясного типу. При лобовому зіткненні такий ремінь не давав водієві чи пасажирові вилетіти через переднє скло, але згодом вияснилось, що такий ремінь іноді завдавав серйозних травм черевній порожнині. Президент компанії «Volvo» Гуннар Інгеллау (швед. Gunnar Ingellau) під враженням від цього технічного рішення з одного боку та у боротьбі за світові ринки збуту з іншого, поставив собі амбіційну мету зробити автомобілі «Volvo» найбезпечнішими у світі. Для цього йому потрібна була людина-фахівець з галузі, де системи безпеки давно відігравали важливу роль, — авіації. Інгеллау запросив у свою компанію Нільса Боліна, котрий був добре знайомий із шкідливими впливами, яких зазнають пілоти літаків при аваріях.
У 1958 році Болін перейшов на роботу у концерн «Volvo» на посаду інженера з безпеки.
Протягом року Нільс інтенсивно експериментував з різними конструкціями ременів безпеки і в результаті знайшов потрібне рішення — комбінацію ременя, що охоплював стегна, і діагональної лямки, що утримувала грудну та плечову частини тіла. Конструкція ременя безпеки з триточковим кріпленням виявилась досить зручною, так як суміщення кінців двох лямок дало можливість пристібатися однією рукою, і саме це зіграло визначальну роль.
Розроблена конструкція ременів безпеки уперше була встановлена у 1959 році на автомобілях моделі «Volvo PV544» а з 1963 ними оснащувались уже всі автомобілі, що вироблялись компанією.
Компанія зробила патент на конструкцію ременя вільним для використання, так що незабаром й інші виробники стали оснащувати свої авто цією системою пасивної безпеки. За наступні роки конструктори лише додали інерційні котушки, натягувачі та покращили замок.
Використання ременів безпеки знижувало ризик нещасних випадків і серйозних травм від зіткнень приблизно на 50 відсотків. Дослідницька група «Volvo» недавно прорахувала, що винахід Боліна за 50 років свого використання врятував приблизно 1 мільйон людських життів.
У 1985 році вийшов на пенсію.

## Оцінка заслуг
У 1985 році Німецьке патентне відомство відзначило винахід Нільса Боліна у числі восьми винаходів, що принесли людству найбільшу користь за останні 100 років. Геніальність рішення винахідника полягала у тому, що йому вдалося сумістити високий рівень безпеки з комфортом — лише після цього водії та пасажири погодились на добровільне використання ременів.
У 1999 році Нільс Болін був удостоєний запису в книгу найвидатніших діячів світової автоіндустрії в американській Залі автомобільної слави. У 2002 році його ім'я було внесене до Національної зали слави винахідників.